# Шарбойц
Шарбойц (нім. Scharbeutz) — громада в Німеччині, розташована в землі Шлезвіг-Гольштейн. Входить до складу району Східний Гольштейн.
Площа — 51,78 км2. Населення становить 11 552 ос. (станом на 31 грудня 2020).